# تفریجان
تفریجان، روستایی از توابع بخش مرکزی شهرستان همدان در استان همدان ایران است.

## جمعیت
تفریجان، روستایی است که در جنوب شرقی شهر همدان و در شرق کوه الوند قرار دارد و مرکز دهستان الوند کوه شرقی است که این دهستان از مجموع چند روستا تشکیل شده‌است. براساس سرشماری مرکز آمار ایران در سال ۱۳۹۵، جمعیت آن ۲۱۴۹ نفر (۶۹۱خانوار) بوده‌است.
تفریجان در فاصله ۳ کیلومتری همدان قرار گرفته‌است و برای دسترسی به آن از همدان دو راه اصلی وجود دارد: یک راه که اخیراً (سال ۱۳۹۴) آسفالت شده‌است و در حال حاضر بیشتر از آن استفاده می‌شود، از انتهای شهرک بهشتی آغاز می‌شود و با گذشتن از کنار تصفیه خانه شماره دو همدان و سپس عبور از کنار آسایشگاه سالمندان یاس سفید به سمت راست تغییر مسیر می‌دهد و به جاده‌ای وارد می‌شود که در بهار، سرسبزی دو طرف آن زیبایی دل‌انگیزی به آن می‌بخشد. این مسیر با عبور از گورستان به تفریجان وارد می‌شود. راه دسترسی دوم که تا سال ۹۳ راه اصلی روستا بود، از مسیر جاده ملایر می‌گذرد و در کیلومتر ۳ جاده همدان به ملایر، جنب پمپ بنزین به جادهٔ سد اکباتان وارد می‌شود و پس از عبور از گردنه‌ای با مناظری دل‌انگیز و طی ۴ کیلومتر، به دو راهی سد اکباتان- تفریجان می‌رسد که راه سمت راست به تفریجان تعلق دارد. با ورود به این راه و با طی نزدیک به ۵۰۰ متر وارد محلهٔ برج بالای تفریجان می‌شویم که پس از عبور از این محله به ایستگاه اصلی روستا می‌رسیم. این مسیر ۷ کیلومتر از مسیر اول طولانی‌تر است.
تفریجان دو مسجد دارد. همچنین ساختمان دهداری و شورا، واحد پست بانک، مدارس ابتدایی و راهنمایی، خانه بهداشت، سه واحد نانوایی، ورزشگاه، غسالخانه، فروشگاه‌های کوچک و بزرگ، چندین باب قهوه‌خانه، آب و برق و گاز و تلفن، سیستم پخش دیجیتال تلویزیونی و دسترسی به اینترنت از اماکن و امکانات روستاست.

## نام و پیشینه
تفریجان از دو قسمت "تف" + "ریجان" تشکیل شده‌است؛ که "ریجان" در واقع "ریگان"،  بوده‌ و به عربی تبدیل به "ریجان" شده است. "ری گا" نام قدیمی شهر ری در استان تهران است که اولین بار به همینطور یعنی ری گا در کتیبه های بیستون در ۵۹۰ سال قبل از میلاد مسیح به آن اشاره شده و به معنی شهر سلطنتی در زبان ماد میباشد.
" تف"که معرب شده همان تپه است که در پارسی به معنی جای بلند می باشد . و "تپه ری گا" به معنی تپه سلطنتی در گذر زمان به "تپه ری گان" و بعد از حمله تازیان به ایران به تفریجان تغییر یافته است و وجود دست کم دو تپه باستانی در کنار حاشیه تفریجان موید همین موضوع است.ظاهرا اگر کاوشهای باستان شناسی در آنها که دستکم یکی از آنها ثبت ملی است انجام شود نقاط تاریکی از تاریخ مادها را روشن خواهد نمود.
تنها تفریجان نیست که نامش بعد از حمله تازیان دستخوش تغییر گشته ، روستاهای پارسی زبان اطراف تفریجان نیز ، نظیر کنجینه یا همان «گنجینه» ، یکانه یا همان «یگانه» ، مزدقینه یا همان «مزداگینه» ، کشین یا همان «چشین» از معرب سازی در امان نمانده اند.
به‌طور کلی از نام تفریجان، آثار به جای مانده و همچنین نام محلات آن می‌توان به قدمت آن پی برد و این خود گواهی است بر بنیاد آن، در دوران پیش از اسلام و پارسی بودن زبان اهالی در طول همه زمانها بوده است ، نام محلات مسکونی تفریجان عبارتند از:پشت قلعه، محله پایین، برج بالا، سر سرد آب، کوچه چرچره .
قدیمی‌ترین کتابی که نام تفریجان در آن آمده‌است سفرنامه ای می‌باشد که آن جهانگردی اروپایی به نام جیمز سیلک باکینگهام انگلیسی در کتابی به نام "سفرها در آشورستان، مادستان و ایران" (۱۸۱۷میلادی/۱۲۳۳ قمری) از همدان به طرف اصفهان در حرکت بوده و از تفریجان می‌گذرد و آن را داری دژی مستحکم و دست نیافتنی و دارای بیشه زارهای فراوان توصیف می‌کند، که پس از گذشتن از تفریجان به یلفان می‌رسد. در این سفرنامه ذکر شده که راه همدان به اصفهان از امامزاده یحیی واقع در همدان شروع شده و پس از عبور از کنار خورزنه و تفریجان به سمت یلفان و ارزانفود پیش می‌رفته.
در دو سند تاریخی نیز که یکی در مرکز تحقیقات کامپیوتری علوم اسلامی و دیگری در موزه مجلس شورای اسلامی نگهداری می‌شود، از تفریجان نام برده شده‌است؛ که در سند اول، فتحعلی شاه قاجار در رجب سال ۱۲۴۰ هجری قمری، طبق درخواست دولت قاهره مبنی بر فروش املاکی که مرحوم هاشم بیک بیات در "قریه تفریجان" داشته‌است، به ورثه ایشان آقایان محمد علی بیک و علی بیک بیات امان نامه و اجازه‌نامه فروش به هر کس که دلشان بخواهد می‌دهد و در دومی علی مراد زارع و رعایای تفریجان در سال ۱۳۱۴ خورشیدی، شکایت از آفت زدگی محصول خود به دولت مرکزی می‌کنند، که به شماره ۶۶۱۷۶۳ در موزه مجلس شورای اسلامی قرار دارد.

## مناطق دیدنی
از مناطق دیدنی آن می‌توان به کوه خورزنه که در واقع تپه‌ای بزرگ و ارتفاع آن از سطح دریا ۲۲۰۰ متر میباشد در غرب تفریجان واقع است، اشاره نمود. در میان دل این کوه تعداد زیادی غار وجود دارد، که به غیر از یکی از آنها، بقیه توسط انسان کنده شده، در سقف غارها، شکل‌های دایره شکلی به چشم می‌خورد، که گویا به عنوان چرخ آسیاب، از سقف یکپارچه غار جدا شده‌است. نظریات دیگری نظیر استفاده به عنوان نوعی تقویم نیز مشهور می‌باشد. سقف غارها با نظم خاصی توسط تیشه و قلمی که سنگ یکپارچه سقف را شکافته، تزیین شده‌است. متأسفانه در چند سال اخیر شهرداری همدان به بهانه ایجاد سایت ورزش‌های هوایی اقدام به مسدود نمودن برخی از آن‌ها نموده‌است. افسانه قدیمی راجع به دو پیکره سنگی در آخرین نقطه غربی آن نیز که سنگ شده‌اند، زبانزد اهالی می‌باشد. همچنین می‌گویند ارتفاع غارها از کف بسیار زیادتر از امروزه آن بوده‌است ولی در اثر رفت‌وآمدها خاک و سنگ به داخل غارها وارد شده و کف آن بالاتر از قدیم آمده، که مشهود می‌باشد. افسانه، دیگری عنوان می‌کندکه انتهای یکی از غارها به زیر بازار مسگرهای همدان را داشته‌است. در سمت شرق این کوه فسیلها و سنگوارهای زیادی بسیاری به شکل صدف و موجودات دریایی به صورت نواری آهکی به وفور یافت می‌شود که نشان از زیر آب بودن این منطقه در دوره‌ای از زمین‌شناسی بوده‌است.

## محل زندانی شدنبوعلی سینا
سر در خانه «اوستا مد قلی»: که واقع در محله پایین، روبروی منزل «اسد حاج ملک محمد»، بوده و شامل ساختمانی از جنس خشت خام، با یک طاق ورودی به ارتفاع ۶ متر دارای دو سکو در دوطرف ورودی که به دالانی ختم می‌شد که درب ورودی چندین خانه به داخل آن باز می‌شد. ساختمان به گفته اهالی محل زندانی شدن بوعلی سینا بوده‌است و مربوط به اواخر حکومت آل بویه و اوایل دوران سلجوقی بوده‌است که متأسفانه در سال ۱۳۹۴ در انجام عملیات راه جدید تفریجان به‌طور کامل تخریب گردید.

## تپه شاه طهماسب
این تپه بین قبرستان و خورزنه واقع شده‌است و در فهرست آثار ملی به نام تپه الله وردی خان به شماره ۱۷۴۶۳ به ثبت رسیده ‌است. اهالی تفریجان از به سرقت رفتن کالسکه طلا از دل این تپه که به خورزنه متصل است، در روزگار گذشته خبر می‌دهند. همچنین آثار حفاری‌های غیرمجاز بر پیکره آن مشاهده می‌شود.

## تفرجگاه‌ها (باغها، دشت‌ها، زمینها، دره‌ها، چشمه‌ها و بیشه‌زارها)
تفریجان باغ‌ها و بیشه زارهایی دارد که در بهار بسیار سرسبز و خرم هستند، اما متأسفانه در دهه‌های اخیر به دلیل کمبود آب و عدم پشتیبانی و نیافتن راهکاری برای تأمین آب کشاورزی آن، این باغ‌ها در تابستان سرسبزی خود را از دست می‌دهند که برخی با کندن چاه‌های کم عمق در باغ‌های خود تا حدودی بر این مشکل فائق آمده‌اند، اما انبوهی از باغ‌های تفریجان از کمبود آب در تابستان رنج می‌برند. در سال‌های اخیر ویلاهای بسیاری در مناطق مختلف آن احداث شده که اغلب از آب و برق برخوردارند. باغ‌ها و دشت‌ها و زمین‌های تفریجان به دو قسمت عمدهٔ «بالاها» و «پاینا» تقسیم می‌شوند که هر قطعه از این دو منطقه نیز نام خاصی دارند که اهم آن‌ها عبارت‌اند از: «میان باغا»، «باغای پاین»، «باغای بالا»، «باغای پشت قلعه»، «خوسارا»، «باغای نجارا»، «پشت بخچه»، «باغای بخشی»، «دره ایسیل»، «دره نبی»، «پای کوره»، «نیسانه»، «درهٔ دوشاقا»، «زیره میزلانا»، «سیاپشکا»، «چشمه رگینه»، «قُرُقا»، «میان راهنگا»، «درهٔ میان خانه»، «سِرِه ایسیل»، «چشمه دباغا»، «دانه اَراز»، «درهٔ کریم»، «دره روبا»، «درهٔ رضا»، «باغای شور»، «سِرِ باغای سنگسان»، «درهٔ گُرِوو»، «دارینه»، «چِمَن اییلپان»، «چشمه قلندر»، «پای بیدای قربان»، «چشمه دوگوله»، «سِرِه رای انجلاس»، «دره حموما»، «بیشای ایسیل» و ….

## دریاچه‌ها و آبگیرها
از بزرگترین دریاچه‌ها و آبگیرها می‌توان به» ایسیل «و» گچ کان «اشاره نمود.
ایسیل که در جنوب شرقی تفریجان قرار گرفته در دره‌ای به همین نام واقع شده‌است و در واقع آب‌بندی می‌باشد که توسط خود اهالی برای تأمین آب کشاورزی احداث شده‌است.
اما گچ کان دریاچه‌ای در «باغهای پایین» می‌باشد که برای رسیدن به آن از جاده ای خاکی به نام جاده لوله کشی که همان خط انتقال آب از سد اکباتان به داخل شهر همدان باید استفاده نمود. این دریاچه در واقع معدن گچ متروکه‌ای بوده که اکنون به صورت دریاچه‌ای مورد بهره‌ برداری قرار می‌گیرد. لازم است ذکر شود که این دریاچه در بین باغ‌های شخصی قرار گرفته.

## ساختمان‌های قدیمی
منازل قدیمی تفریجان که همگی آن‌ها از سنگ لاشه ساختمانی و خشت خام احداث شده‌است، جلوه خاصی به روستا داده، سقف منازل قدیمی اکثراً تیرپوش است. در این میان طرح بهسازی تفریجان با تخریب محلات و منازل قدیمی و بازسازی آن‌ها در حال انجام است.
از خانه‌های به جای مانده و دارای ارزش تاریخی می‌توان به چند نمونه زیر که عمدتاً در محله " سر خرند " که از محلات بسیار قدیمی تفریجان است می‌توان به چند نمونه زیر اشاره کرد.
1. خانه «غلامعلی علی بیزده»: که در روبروی «چاه سرخرند» واقع است و جا دارد مسئولان میراث فرهنگی همدان، فکری برای ثبت آن و جلوگیری از تخریب آن بکند. این بنا را می‌توان زیباترین بنای باقی‌مانده ار دوره زندیه دانست، که با سنگفرش‌های بسیار زیبا و زیرزمین‌های بزرگ و از جنس ساروج، واقعاً شاهکار است.
2. سر در خانه «عروس سنگستانی»: این اثر در محله سرخرند پشت خانه «شیخ اکبر» واقع شده‌ است و شامل درب چوبی با تزیینات زیبا شامل کلوم و گل میخ می‌باشد. . سر در سنگی به شکل نیم دایره و فاقد سکو می‌باشد.
3. حصار تویله (حصار تیله): این مجموعه در «سر نمازگاه» واقع شده‌است و از چندین خانه که شامل یک درب ورودی مشترک می‌باشند و نمود واقعی زندگی روستایی در عصر قدیم است.
4. منزل "لطف الله مش لطفعلی": واقع در پشت قلعه که تماماً از خشت خام بنا شده، قطر برخی از دیوارها به بیش از یک متر می‌رسد. سر در ورودی کاملاً سنگی است و با تزیینات کلی جلوه خاصی دارد، یک کتیبه منقوش به آیه‌ای از قرآن در ضلع شرقی دیوار حیاط، مشاهده می‌شود.
5. آسیاب: که در مرکز تفریجان واقع شده و با وجود اینکه برقی می‌باشد. اما بسیار قدیمی است.

از آثاری که در طی یک دهه گذشته تخریب یا به یغما رفته‌است می‌توان به چند نمونه مختصر اشاره نمود:
۱- کتیبه‌ای به خط پهلوی باستانی اشاره کرد که روبروی دکان نانوایی ابراهیم بودو در دهه ۷۰ خورشیدی به سرقت رفت.و به احتمال زیاد در موزه لوور فرانسه نگه داری میشود.
۲- باقی‌مانده برج و باروی خشتی سرخرند در روبروی خانه فرزندان "غلام میدی (مهدی)" در محله پایین که در سال ۱۳۸۵ تخریب گردید.
۳-مسجد حضرت ولی عصر (مسجد پایینی) که با محرابی بی‌نظیر در کنار حمام جای گرفته بود و اکنون فقط ستون‌های سنگی آن که همانند ستون‌های مسجد وکیل شیراز حجاری شده‌اند، در جلوی ساختمان جدید مسجد بر زمین افتاده‌اند.
۴- خانه پدری فرزندان "ملک مد (محمد)"، که شاهکار معماری دوران زندیه بود و دارای چندین اندرونی و حیاط بیرونی بود و قسمت‌های اعظم آن توسط فرزتدان مرحوم اکبر فامیل حاتمی در سال ۱۳۹۰ خورشیدی با لودر تخریب شد.
۵- «سر نمازگاه» که در واقع میدانگاهی اصلی تفریجان است که متأسفانه در دهه ۷۰ خورشیدی در عملیات بهسازی روستا به همراه تعداد زیادی بنای دیگر، طی چند هفته با لودر تخریب گردید.
1. کتبیه سنگی «چشمه تازه» که به سرقت رفت.
2. آسیاب آبی که اکنون آثار آن در سر راه میان باغ‌ها بر روی تپه «مرز مالان» قابل مشاهده است.

۸- حمام، که مربوط به دهه ۱۳۴۰ خورشیدی است و در جای خزینه قدیمی تفریجان و به سبک حمام‌های قدیمی نوسازی شده بود و در جریان عملیات احداث راه جدید تفریجان در سال ۱۳۹۴ به‌طور کامل تخریب گردید.
۹- سر در خانه «اوستا مد قلی»: که واقع در محله پایین، روبروی منزل «اسد حاج ملک محمد»، بوده و شامل ساختمانی از جنس خشت خام، با یک طاق ورودی به ارتفاع ۶ متر دارای دو سکو در دوطرف ورودی که به دالانی ختم می‌شد که درب ورودی چندین خانه به داخل آن باز می‌شد. ساختمان به گفته اهالی محل زندانی شدن بوعلی سینا بوده‌است و مربوط به اواخر حکومت آل بویه و اوایل دوران سلجوقی بوده‌است که متأسفانه در سال ۱۳۹۴ در انجام عملیات راه جدید تفریجان به‌طور کامل تخریب گردید.

## محصولات کشاورزی
در قدیم خربزه تفریجان شهرتی بسیار داشته‌است، که تمام شهر همدان از آن یاد می‌کنند؛ ولی طی دو دهه گذشته دیگر کشت نمی‌شود؛ و فقط شیرینی مثال زدنی آن در بین اهالی همدان باقی مانده‌است. هم‌اکنون انگور، گردو ،زردآلو و بادام محصولات باغی تفریجان را تشکیل می‌دهند و گندم نیز در اراضی دیم و آبی آن کاشته می‌شود.